# Възнесение Господне
 Тази статия е за евангелското събитие.  За посветения му празник вижте Възнесение Господне (празник).  
Възнесение Господне е библейско събитие, играещо основна роля в християнството. При него Иисус Христос, преминал през Разпятието и Възкресението, се възнася в Небесата. Христос не изоставя хората, а им изпраща Светия Дух на Петдесетница и не престава да се застъпва за тях пред Отца.

## Празнуване
Започва да се празнува, като отделен празник в началото на V век - на 40-ия ден след Великден. Преди това е чествано заедно с Петдесетница (на 50-ия ден след Великден).
На български език празникът има и наименованието „Спасовден“ - дума, която етимологически произлиза от „спасение“. Съответно денят е и имен ден на хора с името Спас и производни. Той е и професионален празник на хлебари, шофьори, строители, хотелиери и цветари. Освен това е свързан с ритуали за плодородие и за осигуряване на потомство (по-специално - на бездетни към съответния момент жени), в които ключова роля се приписва на растението росен.

В някои традиционни католически държави, например във Франция, Възнесение Господне е официален празник и почивен ден.

## Елеонският хълм

### Възнесение
Според свидетелствата в Евангелията, след смъртта и Възкресението си, в продължение на 40 дни Исус Христос се среща с учениците си (апостолите), за да им разказва за Божието царство. На 40-ия ден, придружен от тях и от майка си, Дева Мария, той се изкачва на Елеонския хълм до Ерусалим („Маслиновият хълм“вътрешна препратка на който се намира село Витания, отъждествявано с по-късното Ел-Ейзария/Мястото на Лазар, където именно се случва Възнесението). Оттам, пред очите на всички, според "Новия завет", той напуска земята и се възкачва на небето (Евангелия от Лука 24, 50 – 53; от Марко 16, 19).

### Църква на Елеонския хълм
Преди покръстването (или по-скоро - официалното кръщение) на римския император Константин Велики (живял приблизително в периода 274-337 г.), с което потвърждава насоката, която политиката му взема още през 312 г., ранните християни почитат Възнесението на Христос в пещера на планината, а от 384 г. нататък място на поклонението е сегашното място, нагоре от пещерата. Руската православна църква също поддържа на върха на Елеонската планина манастир, посветен на Възнесение Господне.
Около 390 г. богата римлянка на име Поймения финансира изграждането на оригиналната църква, наречена „Базилика Елеона“ (elaion на гръцки означава „маслинова градина“, от elaia „маслиново дърво“ и има често споменавано сходство с eleos, което означава „милост“ "). 
Църквата на Елеонския хълм е разрушена от Сасанидските перси през 614 г. Впоследствие е възстановена, но пак е разрушена и е възстановена отново от кръстоносците. Тази последна църква по-късно е разрушена от мюсюлманите, след което от постройката остава само осмоъгълен мартириум с размери 12 × 12 метра, оцелял и до днес. Мястото в крайна сметка е придобито от двама емисари на сарацинския султан Саладин (Салах ад-Дин) през 1198 г. и оттогава остава във владение на ислямския вакъф на Йерусалим. 